# Odina
Odina is een Duits merk van frisdranken dat eigendom is van de Odenwald-Quelle in Heppenheim, een plaats in het Odenwald. De dranken, onder meer cola, sinas, sportdrank en vitaminedranken, worden geproduceerd met mineraalwater afkomstig uit de eigen bron, ook Odenwald-Quelle genaamd. Het mineraalwater zelf wordt verkocht onder de naam Odenwald-Quelle.
Odina-Cola is alleen verkrijgbaar in petflessen met een inhoud van 0,5 liter. De distributie geschiedt in plastic verpakkingen met daarin 11 flessen.